# Wasserkapazität
Als Wasserkapazität oder Wasserhaltevermögen wird die Fähigkeit des Bodens bezeichnet, Wasser aufzunehmen und gegen die Schwerkraft zu halten.

## Potentialkonzept
Die Bindungskraft, mit der das Wasser in der Bodenmatrix gehalten wird, wird dabei als Matrixpotential ψm beschrieben. Bezogen auf die Grundwasseroberfläche wird auch der Begriff Bodenwasserspannung oder Saugspannung für die Kräfte verwendet.

### Feldkapazität
Der maximale Wasseranteil, den ein Boden halten kann, wird als Feldkapazität bezeichnet. Die Bindungskräfte liegen hierbei im Bereich von 60 bis 300 hPa.

## Wasserspannungskurve

Wasserspannungskurve (Ss=reiner Sand, Uu=reiner Schluff, Tt=reiner Ton, Lu=Schluffiger Lehm; x-Achse: Volumentrischer Wasseranteil des Bodens; y-Achse: Saugspannung des Bodens gegen die Schwerkraft; siehe Bodenart)

Wird ein wassergesättigter Boden entwässert, so versickert zuerst das Wasser aus den groben Poren. Je feiner die Poren sind, desto stärker wirken Kapillarkräfte und Adsorptionskräfte, die das Wasser gegen die Schwerkraft halten. Das verbleibende Wasser bildet dünne Wasserfilme um die Bodenteilchen; Quellungsvorgänge von Tonkolloiden und Humusteilchen halten das Wasser im Boden. Bodensalze binden schließlich mit höchster Energie Kristallwasser mit Potentialen bis zu 600 MPa.
Der Verlauf des Wasserhaltevermögens eines Bodens in Bezug zum Matrixpotential ψm wird als Wasserspannungskurve in Abhängigkeit zum relativen Wasseranteil des Bodens dargestellt. Diese Kurve korreliert mit der Korngrößenverteilung und dem Humusgehalt des Bodens und spiegelt die Aufteilung des Porenvolumens, die Porengrößenverteilung, des Bodens wider.
Die Wasserspannungskurven sind für jede Bodenart (Textur) charakteristisch. In der Abbildung sind die Entwässerungskurven von Sand, Lehm, Ton und schluffigem Lehm dargestellt. Im wassergesättigten Zustand haben die mineralischen Böden Sand, Lehm, Ton um 36–55 % Wasservolumen gespeichert, der organische Torfboden sogar 90 % seines Volumens.
Bei einem Potential von 100 kPa (entsprechend etwa −9,81 m Grundwasserspiegel) hat der Torf bereits 55 % Wasservolumen, Sand 25 %, Lehm 10 % und Ton noch weniger Wasser abgegeben.
Für die Vegetation hat dies zur Folge, dass sandige und humose Böden bei feuchteren Bedingungen wesentlich mehr pflanzenverfügbares Wasser bereitstellen, während lehmige Böden oder Tonböden in Trockenperioden ein größeres Wasserhaltevermögen haben.

## Dynamische Vorgänge: Hysterese
Die Wasserkapazität eines Bodens ist bei der Entwässerung und langsamen Bewässerung bei einem gegebenen Matrixpotential ψm nicht gleich, vielmehr ergibt sich eine Hysteresekurve.
In gewisser Weise hängt die momentane Kapazität auch von der Vorgeschichte ab – die Gründe hierfür sind komplex und noch nicht restlos geklärt. Tatsächlich sind jedoch verschiedene physikalische Mechanismen verantwortlich dafür. Während die Entwässerung von den groben zu den feinen Poren abläuft, werden bei einer langsamen Bewässerung aufgrund der Kapillaren zuerst die feineren Poren gefüllt. Die Luftverdrängung und Kompression hängt wiederum von der Fließgeschwindigkeit des Wassers bei der Befüllung ab. Quellvorgänge verändern die Porengrößen und damit die Kapillarwirkung. Torfhaltige Böden können im trockenen Zustand sogar durch elektrische Aufladungen regelrecht wasserabstoßend sein.